# Todi
Todi és una ciutat i comune (municipi) de la província de Perusa, a la regió d'Úmbria, al centre d'Itàlia. Està situat en un turó sobre la ribera est del riu Tíber, amb bones vistes en totes direccions. L'1 de gener de 2018 tenia 16.606 habitants.
En la dècada dels noranta, Richard S. Levine, professor d'arquitectura a la Universitat de Kentucky, va descriure Todi com el model de "ciutat sostenible", a causa de la seva escala i de la seva capacitat per a reinventar-se al llarg del temps. Després d'això, la premsa italiana va informar sobre Todi dient que era "la ciutat més habitable del món".

## Llocs d'interès

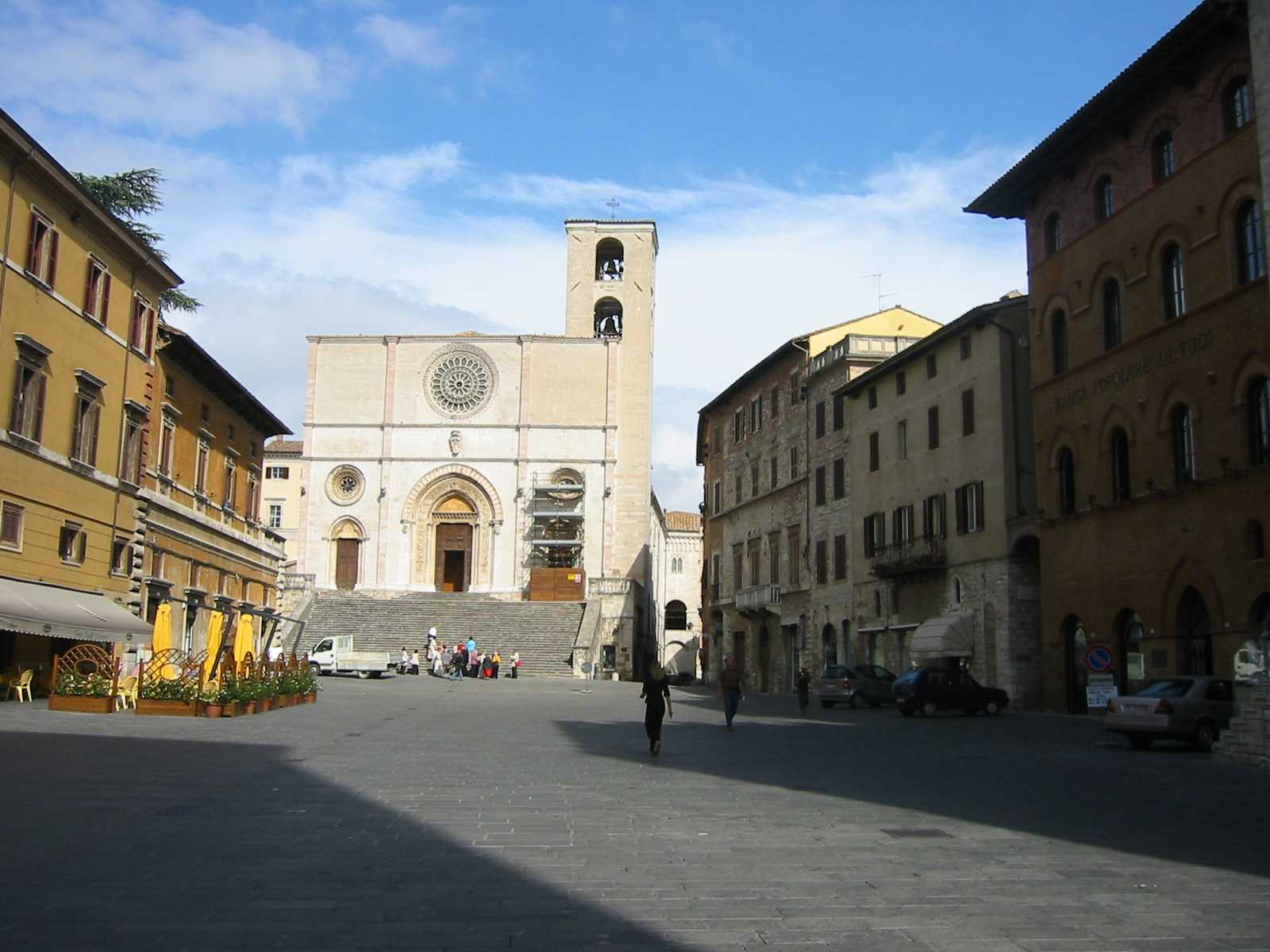
El Duomo a la inclinada Piazza del Popolo.

Gairebé tots els principals monuments medievals de Todi: la catedral (Duomo), el Palazzo del Capitano, el Palazzo del Priore i el Palazzo del Popolo es troben a la plaça principal (Piazza del Popolo).

### La catedral
La Catedral de Todi (segle xi) és un edifici gòtic de pla llombard, que es va construir sobre un antic edifici romà, probablement un temple dedicat a Apol·lo. L'església actual va ser reconstruïda gairebé totalment després d'un incendi de l'any 1190. La principal característica de la façana quadrada és la gran rossassa central, afegida el 1513. Del mateix període és la porta de fusta del portal, d'Antonio Bencivenni, de Mercatello, del qual només queden els quatre panells superiors.
L'església segueix el pla de creu llatina, amb una nau principal i dues naus laterals. Bonifaci VIII suposadament tenia una segona nau lateral per un costat, coneguda com "La navatina". La contra-façana està ocupada per un fresc gegant que representa el "Judici Universal" de Ferraù Faenzone, anomenat "Il Faenzone", obra encarregada pel cardenal Angelo Cesi, en la qual es pot apreciar fàcilment la influència del geni de Michelangelo. El cor inclou l'altar gòtic i un magnífic recinte de cor de fusta (1521) amb dues plantes. Una obra d'art important és la "Crucifixió" del segle xiii de l'escola umbra.

### Palazzo del Popolo
El "Palau del Poble" és una construcció llombard-gòtica ja existent el 1213 i és un dels palaus comunals més antics d'Itàlia. Comprèn dos grans salons: la "Sala Grande Inferiore", o la "Sala delle Pietre", i la "Sala Grande Superiore", que alberga la Galeria d'Art de la ciutat.

### Palazzo del Capitano
El "Palau del Capità", d'estil gòtic italià, es va construir al voltant de l'any 1293 i es va nomenar "Nou Palau Comunal" per diferenciar-lo del primer. Té dos nivells diferenciats: la primera planta va albergar la Sala de la Justícia (actualment, seu del Consell Comunal), amb les oficines dels jutges a la planta baixa. Aquest últim està ocupat pel Museu de la Ciutat, amb troballes i restes de la història de Todi. Inclou una cadira usada per Anita Garibaldi, l'esposa de Giuseppe Garibaldi. Algunes habitacions tenen frescos amb històries de la ciutat i retrats dels seus homes més il·lustres.

### Palazzo dei Priori
El "Palau dels Priors" es troba al costat sud de la Piazza, davant de la catedral. Va ser iniciat el 1293 i posteriorment ampliat com a seu dels podestà, els priors i els governadors papals. La torre trapezoidal era originalment més baixa i tenia merlets güelfs. La façana inclou una gran àguila de bronze, obra de Giovanni di Giliaccio (1347).

### Palazzo Vescovile
Situat a l'esquerra de la catedral, el palau episcopal va ser construït el 1593 pel cardenal Angelo Cesi a costa seva. La seva cresta és visible sobre el gran portal, atribuït a Vignola. Els pisos superiors inclouen una sala amb frescos de Ferraù Fenzoni i una galeria amb frescos d'Andrea Polinori (1629).